# Regina Riel
Regina Riel (* 18. Jänner 1982 in Waidhofen an der Ybbs, Österreich) ist eine österreichische Sozialpädagogin und Opernsängerin (Sopran).

## Leben
Regina Riel besuchte das Stiftsgymnasium Seitenstetten und wechselte dann an die Bundes-Bildungsanstalt für Sozialpädagogik St. Pölten, wo sie die Reifeprüfung ablegte. Ehe sie sich der Musik zuwandte, war sie als Sozialpädagogin tätig.
Sie nahm zunächst Gesangsunterricht an der Musikschule St. Peter in der Au, ehe sie an das Konservatorium St. Pölten wechselte, wo sie die Fächer „Lied – Messe – Oratorium“ belegte. Im Jahre 2010 absolvierte sie mit Auszeichnung das Studium „Sologesang“ mit dem Bachelor of Arts an der Anton Bruckner Privatuniversität in Linz unter anderem bei William Mason und nahm an einem Meisterkurs bei Cheryl Studer teil.
Im Jahre 2011 erhielt sie ein Bayreuth-Stipendium des Richard-Wagner-Verbandes Linz.
Das anschließende Masterstudium „Konzertfach Gesang“ an der Anton Bruckner Privatuniversität hat sie im Herbst 2013 mit Auszeichnung abgeschlossen.
Riel ist mehrmals beim Brucknerfest Linz aufgetreten und war Mitglied des Ensembles bei der Uraufführung der Schauspieloper „Joseph Fouchè“ von Franz Hummel im Rahmen von Linz09. Sie sang am Volkstheater Rostock und feierte am 12. Juli 2014 beim Lehár Festival Bad Ischl ihr Debüt als Angèle Didier in der Operette „Der Graf von Luxemburg“ von Franz Lehár.
Riel ist Mitglied in der Ö1-Talentebörse und Gast bei Konzerten, Lieder- und Operettenabenden.

## Repertoire (Auswahl)
- Eurydike in Orfeo ed Euridice von Christoph Willibald Gluck
- Gertrud (Mutter) in Hänsel und Gretel von Engelbert Humperdinck
- Fiordiligi in Così fan tutte von Wolfgang Amadeus Mozart
- Pamina in Die Zauberflöte von Wolfgang Amadeus Mozart